# Parachernes subtilis
Parachernes subtilis är en spindeldjursart som beskrevs av Beier 1964. Parachernes subtilis ingår i släktet Parachernes och familjen blindklokrypare. Inga underarter finns listade i Catalogue of Life.